# はすみとしこ
はすみ としこ（1978年〈昭和53年〉2月1日 - ）は、日本の女性漫画家。

## 人物と来歴
「カリカリ企画ホワイトプロパガンダ漫画家」と称する。「カリカリ」とは、漫画を描く音喩（おんゆ）の「カリカリ」と、はすみが好きな猫のドライフードの音「カリカリ」から由来する。かつて看護師として総合内科外来に勤務した経歴がある。
政治観は保守、あるいは、愛国。「国の利益の為なら、右も左も関係ないじゃないか」と自己紹介。好きな言葉は「世の為 人の為」。評論家のトニー・マラーノと日本国内外でさまざまな活動を行う。はすみがコミュニティ放送に出演した際には、「ノンポリと言われる人、政治に興味がない人に向けて（メッセージを）発信している。私は政治の入り口の誘導員みたいなところ。」と自己紹介した。
風刺漫画家として、（自身が）嫌いな対象者は、汚くは描かず、綺麗に描くと自己紹介する。その点は、小林よしのりとは違うと、ラジオ番組は伝えた。
また、自身の風刺漫画（風刺イラスト）について、私自身の（好き嫌いの）感性ではなく、第三者から見たらどうなのか（対象を第三者から見たらどうなのか）を描くとする。基本的に取材拒否（インフォームド・コンセントがある場合を除く）。
2014年9月、デンマーク領フェロー諸島に滞在する環境保護団体シーシェパードを取材した。和歌山県太地町でもシー・シェパードを取材した。同2014年、夕刊フジに『日韓友好へのススメ。』を連載した。
（偽装難民の風刺イラストの公表から、漫画家デビューまでは「風刺漫画デビュー」の節を参照）
12月10日発刊のジャパニズム28号より『はすみとしこの世界』第1回の連載が始まった。12月19日、デビュー作となる風刺イラスト集『そうだ難民しよう! はすみとしこの世界』は、初版3万部・増刷5000部で発行された。

## 風刺漫画デビュー
2015年頃、「テキサス親父日本事務局」局長・藤木俊一は、はすみがネット上で公開していたマンガの書籍化の話を青林堂に持ち込んだ。しかし、あまりにも素人すぎるため、書籍化は困難だと考えられていたが、半年ほど経ち、はすみが一枚絵のイラストを描くようになってからは、イラスト集として販売する方向で話はまとまって行った。
2015年9月10日、はすみは、国際慈善団体セーブ・ザ・チルドレンUKの写真家ジョナサン・ハイアムが撮影した、シリア難民である6歳の少女の写真を無断でトレースした上、少女に邪悪な笑みを浮かべさせて「何の苦労もなく、生きたいように生きていきたい……他人の金で。そうだ、難民しよう！」と主張しているイラストを制作し、「シリア難民は、ほとんど移民である」とのコメントを添えて、自身のFacebook上に掲載した。その結果、イラストが差別的であると、多くの批判を受けた。
10月2日、ジャパンタイムズは、Facebookの「人種や民族、出身に対する差別発言を削除する」規約を根拠として、はすみのイラストをレイシズムであるとしてFacebook社に削除を求める電子署名が4000筆以上集まったことを報じた。その後、電子署名は1万筆を超え、最終的に14,144筆となった。フェイスブック社はイラストの削除に対しては消極的な姿勢をとった。
10月4日、ハイアムは「このような偏見を表現するために、無垢な子供の写真が使われることに対して衝撃を受け、深く悲しんでいる。シリアの人々の苦境をゆがめて伝えており、恥を知るべきだ」と批判した。
10月7日、はすみは、撮影者への配慮を理由にイラストを削除した。セーブ・ザ・チルドレンは、イラストは「悲しい」として、「本来の文脈から外れてこの写真を使い、しかも本人や家族や難民全員に非常に無礼な形で使うなど受け入れがたい。イラストが削除されたことに満足している」と文書で声明を発表した。
10月8日、はすみは、自身のFacebook上で「イラストは全ての難民を否定するものではない。本当に救われるべき難民に紛れてやってくる偽装難民を揶揄したものである」「私が感じる多くの日本人は、戦争難民や経済難民の受け入れには反対している。何故なら、日本には既に65年も前に大量の戦争難民を受け入れており、彼らが理由で、日本に住む日本人が冷遇を受けているからだ。」とする趣旨のコメントを述べた。
10月8日過ぎから、毎日新聞、BBC、ワシントン・ポスト、デイリー・メール、クラリン、アル＝アラビーヤなどの国内外のメディアに報道された。ワシントン・ポスト紙は「はすみは難民の現実を理解していない」とする趣旨の記事を寄せるなど、メディアの多くは、はすみを厳しく非難する一方、BBCは、一連の騒動に併せて、はすみの主張を報じるに留まった。
10月12日、ドバイのstepFEEDは「シリア難民危機に対して最悪のリアクションをとった7人」に、世界各国の首相、極右政党党首と並んで、はすみを選んだ。記事では「はすみは、ただ楽しみを求めて、爆撃された家から銃弾を逃れ、死んだ家族をも置いて逃げてきた難民がいると信じているようだ」と、はすみを酷評した。
10月13日、はすみは、小野盛司の運営する「チャンネルAJER」に出演し、一連の騒動が拡散したのは、自由と民主主義のための学生緊急行動（SEALDs）の中心メンバー奥田愛基が火付け役であるし、左翼活動家の陰謀であると述べた。
11月3日、Facebook上ではすみのイラストを好意的に評価した人物を対象にリストを作成して400人の氏名、居住地、勤務先、出身校などの個人情報を、F-Secureの職員にネット上に公開される事件が起こった。
11月6日、デビュー作となるイラスト集『そうだ難民しよう! はすみとしこの世界』の販売が青林堂から予告されると、販売前からアマゾンジャパンの売れ筋ランキングのうち、日本の政治の部門で第1位（書籍全体でも第4位）となった。このデビュー作に対しては、出版反対運動が行われた。一連の騒ぎで、はすみは一時体調を崩した。
12月19日、デビュー作（処女作）『そうだ難民しよう! はすみとしこの世界』は発行された。発行者の青林堂は、発売前には重版になった（予定以上の発行部数だった）ことを明らかにした。『そうだ難民しよう! はすみとしこの世界』は初版3万部・増刷5000部に決定された。
ジャパンタイムズは、作品には「犯罪を犯しても決して国外送還されないことや逮捕されても通名により本名を知られることはないエスニックコリアンの女性がほくそ笑んで自慢する姿」や、「韓国人女性が差別被害者を装うことによって人々の親切や福祉による利益を容易に得ることができると考えている姿」などを風刺した作品を収録したと書いた（イラストについてラジオ番組で質問された際、はすみは「どこの民族とも特定して描いていない。謎の東洋人」と答えた）。
12月21日、参議院議員の有田芳生が関与する形で、参議院議員会館にてのりこえねっと共同代表の辛淑玉とヘイトスピーチと排外主義に加担しない出版関係者の会が、はすみのデビュー作の出版に抗議する記者会見を行った。会見に参加したヘイトスピーチと排外主義に加担しない出版関係者の会はオンライン上で8,000名の反対署名を集め「慎重な流通を求める」として日本出版取次協会などに提出、「差別を助長しかねない」「表現の自由は認められているがあからさまな人種差別も正当化されてしまうのか」「書店や流通関係者はただ本を仕入れて陳列するのではなく、中身を読み、どう扱うべきか判断して欲しい」と述べ、辛淑玉は「風刺は権力に対して行うもの。（この本は）風刺ではない、市民社会を攻撃するものだ」と訴えた。はすみは、会見に対して、「会見は、言論の自由を弾圧する行為。議員会館がこのようなことに利用されたことに憤りを感じる」と産経新聞の取材にて述べた。青林堂担当者は「言論の自由は保障された権利。書店などへの圧力があるとすれば、言論の封殺になる」と述べた。
デビュー作では有田芳生の風刺漫画も描いた。デビュー作が出版されると、有田と辛に、自身のサインを自書したデビュー作を贈った。これにつき、有田は、12月22日に「せっかくの作画能力を差別煽動に使ってはいけない」とツイートした。中国人漫画家の孫向文は、はすみのデビュー作の内容は「在日コリアンに対する特権、安保反対団体の活動に対する矛盾点を描いたもので、事実として存在する問題であって、誇張、捏造されたものではない」「中東難民に対する表現は生活保護目的の偽装難民を風刺したもの」であるとし、有田らが差別本と決めつける抗議活動の方が差別的だと主張した。
2016年1月27日、2月11日に東京神保町の「書泉グランデ」で予定されていたサイン会において、「書店が差別に加担するのか」などの抗議を含む賛否の電話が数十件あった。これを受けて、はすみは青林堂と協議の上、サイン会を中止した。
2018年2月には「米国じゃキャバ嬢だけど私、ジャーナリストになりたいの!　試しに大物記者と寝てみたわ　だけどあれから音沙汰なし　私にタダ乗りして、これってレイプでしょ？　枕営業大失敗!」と文を添えた伊藤詩織の絵も描いている（後述の名誉毀損訴訟に繋がる）。

## 訴訟

### 伊藤詩織による訴訟
2020年6月、ジャーナリストの伊藤詩織がはすみ外2人を提訴したと記者会見で発表した。訴状によると、伊藤が先の性暴力事件を実名で告発した後、はすみが2017年6月から2019年12月の間に計5回に渡り、伊藤があたかも枕営業をしていたかのような風刺漫画をtwitterに投稿したことで、伊藤の名誉が毀損されたというものである。本訴訟では、はすみ本人及びリツイートしたやはり漫画家の山原義人外1名、計3名が提訴された。
2020年11月17日に第1回公判が行われ、はすみは請求棄却を求めて争う姿勢を示した。しかし、2021年11月30日に東京地裁が名誉毀損を認め、はすみに88万円の賠償を命じた。はすみ側は控訴して争ったが、2022年11月10日に東京高裁が控訴棄却の上で賠償金額を110万円に増額した判決を言い渡した。はすみはさらに上告したが2023年9月に最高裁が上告棄却し、110万円の損害賠償を命じる高裁の判決が確定した。なお、はすみには著作物による印税等の収入があると考えられるが、提訴された後にTwitter（当時）上で自身には財産がないと主張している。

### 塩村文夏による訴訟
はすみが風刺漫画と称して、参議院議員の塩村文夏の名誉を毀損するデマの漫画をはすみのブログ及びXに投稿し公表した行為について、塩村は東京地方裁判所において不法行為に基づく損害賠償請求訴訟を提起した。東京地裁判決によると、はすみは2023年1月、塩村に似た女性国会議員のキャラクターが、①妊娠したと嘘をついて相手から1500万円の慰謝料をもらった、②交際相手を恐喝して手切金1000万円及び高級車をもらった、③（インターネット上で流布している放送番組の扇情的な描写について）塩村が放送作家時代に当該描写の場面を担当した、という内容の漫画を投稿した。これら①～③の内容につき、東京地裁は、いずれも塩村の社会的評価を低下させるもので、かつこれらが真実ではなく、またはすみが真実であると信じるにつき相当な理由があるとはいえないと認め、はすみに対し損害賠償請求金として88万円の支払いを命じる判決を出した。はすみが期日までに控訴しなかったため、判決が確定した。

## 主な作品
- 『そうだ難民しよう! : はすみとしこの世界』青林堂、2015年12月17日。ISBN 978-4-7926-0537-7。（編集協力・テキサス親父日本事務局局長藤木俊一）
- 『ジャパニズム28』 - 青林堂、2015年12月10日 ISBN 978-4792605353
- 『日韓友好へのススメ。』 - 夕刊フジ、2014年[3]

表紙画
- 『知っていますか日本の近現代史』2015年。公開PDF版 ・線画イラストも作画
- 千葉麗子『さよならパヨク』青林堂、2016年4月。ISBN 978-4792605469。
  - 千葉とはすみの対談も収録されている。